# Бела Тар
Бела Тар (мађ. Tarr Béla; Печуј, 21. јул 1955) је мађарски филмски редитељ. Дебитујући филмом Породично гнездо (1977), Тар је започео своју редитељску каријеру кратким периодом онога што он назива „друштвеним биоскопом“, чији је циљ био причање свакодневних прича о обичним људима, често у стилу cinema vérité. 
Током следеће деценије, филмски стил и тематски елементи његових филмова су се променили. Тарови филмови су тумачени као песимистички поглед на човечанство; ликови у његовим делима су често цинични и имају бурне међусобне односе на начин на који критичари сматрају црним хумором. Јесењи алманах (1984) прати становнике оронулог стана док се боре да живе заједно док деле своја непријатељства. Драма Проклетство (1988) била је хваљена због слабог и контролисаног покрета камере, по чему ће Тар постати међународно познат. Сатантанго (1994) и Веркмејстерове Хармоније (2000) наставили су са његовим тмурним и пустим представљањем стварности, укључујући апокалиптичне призвуке; први се понекад појављује у научним анкетама о највећим филмовима икада снимљеним, а други је добио широко признање критичара. Тар ће се касније такмичити на Филмском фестивалу у Кану 2007. са својим филмом Човек из Лондона, који је добио умерено позитивне критике.
Чести сарадници са Таром су романописац Ласло Краснахоркаи, филмски композитор Михали Виг, сниматељ Фред Келемен, глумица Ерика Бок и Таров тадашњи партнер Агнес Храницки, која се понекад наводи као коредитељ његова последња три дела. Након објављивања свог филма Торински коњ (2011), који је доспео на многе листе „најбољих“ критичара на крају године, Тар је најавио да се дефинитивно повлачи из режије дугометражног филма. У фебруару 2013. покренуо је филмску школу у Сарајеву, познату као film.factory, а преселио се ту 2016. Од тада је креирао инсталацију која приказује новоснимљене филмске секвенце, на изложби у Амстердаму 2017. под називом До краја света.

## Живот
Тар је рођен у Печују, али је одрастао у Будимпешти. Његови родитељи су били и у позоришту и у филмској индустрији: његов отац је дизајнирао сценографију, док је мајка радила као суфлер у позоришту више од 50 година. У доби од 10 година, Тар је одведен на кастинг који је водила Мађарска национална телевизија (МТВ) од стране његове мајке, и на крају је добио улогу сина главног јунака у ТВ драмској адаптацији Толстојеве Смрт Ивана Иљича. Осим мале улоге у филму Миклоша Јанчоа Szörnyek évadja (Сезона чудовишта, 1986) и неколико епизода (као што је Габор Бодијев Dog's Night Song  (1983)), Тар није тражио друге глумачке улоге. По сопственом мишљењу, у почетку је желео да постане филозоф и сматрао је да је снимање филмова нешто као хоби. Међутим, након што је снимио своје кратке филмове од 8 mm, мађарска влада није дозволила Тару да похађа универзитет, па је уместо тога одлучио да се бави филмском продукцијом.

## Лични ставови
Тар је критичар национализма, а у интервјуу из 2016. рекао је: „Трамп је срамота Сједињених Држава. Господин Орбан је срамота Мађарске. Марин Ле Пен је срамота Француске. И тако даље.“ У писмо окачено близу улаза на про-мигрантску изложбу испред мађарског парламента, Тар је написао:
| „ | Ми смо довели планету на ивицу катастрофе својом похлепом и нашим неограниченим незнањем. Уз страшне ратове које смо водили са циљем пљачке тамошњег народа. [...] Сада смо суочени са жртвама наших дела. Морамо да се запитамо: ко смо ми и какав морал представљамо када правимо ограду да те људе спречимо? | ” |

По својим верским ставовима, Тар је атеиста.

## Каријера

### Рани радови
Тар је почео да остварује своје интересовање за снимање филмова са 16 година тако што је снимао аматерске филмове и касније радио као домар у националном Дому за културу и рекреацију. Већина његових аматерских радова били су документарни филмови, углавном о животу радника или сиромашних људи у урбаној Мађарској.
Његов аматерски рад довео га је до пажње Студија Бела Балажа (названог у част мађарског теоретичара кинематографије који је помогао у финансирању Таровог дугометражног првенца из 1977., Családi tűzfészek, који је Тар почео да снима са 22 године) мали буџет и коришћење непрофесионалних глумаца за шест дана. Филм је био веран стилу „будимпештанске школе“ или „документаристичког“ стила популарног у то време у студију Бела Балажа, одржавајући апсолутни социјални реализам на екрану. Критичари су закључили да филм указује на утицај америчког редитеља Џона Касаветеса, иако је Тар негирао да је гледао било који од Касаветесових филмова пре снимања Családi tűzfészek, који је објављен 1979. године.
Након што је завршио "Családi tűzfészek", Тар је започео студије у Мађарској школи за позоришну и филмску уметност. Филм из 1980. Szabadgyalog и следеће године Panelkapcsolat наставили су се у скоро истом стилу, са малим променама у стилу. Потоњи је био први Таров филм са професионалним глумцима у главним улогама. Са телевизијском адаптацијом Магбета из 1982, његово дело је почело драматично да се мења. Филм је састављен од само два кадра: први снимак (пре главног наслова) траје пет минута, други 67 минута.

### Каснији радови
Након Őszi almanach (Алманаха јесени) из 1984., Тар (који је сам написао своја прва четири филма) почео је да сарађује са мађарским романописцем Ласлом Краснахоркаијем за Kárhozat (Проклетство) из 1988. године. Планираној адаптацији Кразнахоркаијевог епског романа Сатантанго требало је више од седам година да се реализује; 415-минутни филм коначно је пуштен на међународно признање 1994. године. Након овог епа, 1995. године је објавио 35-минутни филм Journey on the Plain, али је утихнуо све до Веркмејстерове Хармоније 2000. године. Наишла је на похвале критике и фестивалског круга.
Многи, ако не и већина, кадрова у овим каснијим филмовима трају око шест до једанаест минута. Могуће је да је на некима утрошено месец дана. У многим од ових снимака камера се залеће, клизи, помера се и/или диже. Често кружи око ликова, а понекад чак обухвата више сцена. Кадар може, као на отварању Сатантангоа, да путује са крдом крава по селу или да прати ноћне перегринације пијанице који је приморан да напусти своју кућу јер је остао без алкохола. Сузан Сонтаг је заговарала Тара као једног од спаситеља модерног биоскопа, рекавши да би радо гледала Сатантанго једном годишње.
После Веркмајстерове Хармоније почео је да снима Човек из Лондона адаптацију романа Жоржа Сименона. Требало је да буде објављен на Канском фестивалу 2005. у мају, али је продукција одложена због фебруарског самоубиства продуцента Хумберта Балсана. Поред тога, било је спорова са другим продуцентима око могуће промене финансирања филма. Премијерно је приказан на Филмском фестивалу у Кану 2007. и објављен је широм света 2008. Тар је тада почео да ради на филму Торински коњ за који је рекао да ће му бити последњи.
У септембру 2012. године добио је специјалну награду BIAFF за животно дело.
У јуну 2017. добио је животно дело на Сардинијском филмском фестивалу, XII издање.
У јулу 2021, он је извршни продуцент исландско-шведско-пољског хорор-драме Јагње, коју је режирао његов бивши студент у фабрици филмова, Валдимар Јохансон.

## Филмографија

### Дугометражни филмови
- Családi tűzfészek / Family Nest (1979)
- Szabadgyalog / The Outsider (1981)
- Panelkapcsolat / The Prefab People (1982)
- Őszi almanach / Almanac of Fall (1985)
- Kárhozat / Damnation (1988)
- Sátántangó / Satan's Tango (1994)
- Werckmeister harmóniák / Werckmeister Harmonies (2000)
- A londoni férfi / The Man from London (2007)
- A torinói ló / The Turin Horse (2011)

### Телевизијски филмови
- Macbeth (1982)

### Кратки филмови
- Hotel Magnezit (1978)
- Utazás az alföldön / Journey on the Plain (1995)
- Visions of Europe (film) (2004)
  - сегмент: Prologue

### Документарни филмови
- City Life (1990)
  - сегмент: Az utolsó hajó / The Last Boat